# Echinophora trichophylla
Echinophora trichophylla là một loài thực vật có hoa trong họ Hoa tán. Loài này được Sm. mô tả khoa học đầu tiên năm 1809.